# Asura cylletona
Asura cylletona är en fjärilsart som beskrevs av Swinhoe 1893. Asura cylletona ingår i släktet Asura och familjen björnspinnare. Inga underarter finns listade i Catalogue of Life.